# MCM Pop
 (juillet 2017).
Si vous disposez d'ouvrages ou d'articles de référence ou si vous connaissez des sites web de qualité traitant du thème abordé ici, merci de compléter l'article en donnant les références utiles à sa vérifiabilité et en les liant à la section « Notes et références ».
MCM Pop est une chaîne de télévision musicale française du Groupe M6. MCM Pop s'est arrêtée le 1er octobre 2014 à 23 h 59, en France, pour laisser place à RFM TV, le 2 octobre à 18 heures. La chaîne diffuse toujours au Portugal, avec le même programme que RFM TV retardé de 90 minutes.

## Histoire de la chaîne
Le 3 avril 2001, MCM 2 est créée par Lagardère Active. La chaîne diffuse alors des clips des années 80 et 90, et cible la génération ayant connu les débuts de sa consœur MCM,. 
Afin d'enrichir l'offre de chaînes musicales, Lagardère Active lance le 28 novembre 2003 le bouquet MCM Music +. Celui-ci est alors composé de trois chaînes: MCM, MCM Top nouvellement créée, et MCM Pop, remplaçant MCM 2. Cette dernière diffuse toujours des clips des années 1980 à aujourd'hui et enrichit sa grille de programmes.
Depuis le 29 mars 2011, la chaîne diffuse en 16/9e.
Le 1er octobre 2014, MCM Pop est remplacée par RFM TV en France (la chaîne poursuit son existence au Portugal) .

### Identité graphique
Le 29 mars 2011, la chaîne change de logo et d'habillage en même temps que MCM Top.

Logo de MCM 2 du 3 avril 2001 au 28 novembre 2003.
Logo de MCM Pop du 28 novembre 2003 à 1er août 2004.
Logo de MCM Pop de 1er août 2004 au 29 mars 2011.
Logo de MCM Pop du 29 mars 2011 au 1er octobre 2014 (la diffusion continue ensuite de manière confidentielle au Portugal)
Logo depuis le 24 février 2024 (diffusée uniquement au Portugal)

### Slogans
- De 2010 au 1er octobre 2014 : « Le meilleur des années 80 à nos jours »

### Diffusion
- France :
  - Canalsat : canal 177
  - Free : canal 72
  - SFR Neufbox : canal 160
  - Numericable : canal 251
  - DartyBox et Orange

- Portugal : 
  - NOS : canal 157
  - MEO : canal 133 (HD) et 633 (SD)
  - Vodafone : canal 110

## Programmes disparus
- Hit RFM
- Pop List
- Pop Tonic
- Pop Legend
- Pop 80
- Pop 90
- Pop 2000
- Pop Kitsch
- Dance 90
- Pop Culte
- Pop Rock
- Pop Dance
- Pop Tendance
- Pop Disco
- Pop & Co
- Émissions diffusées sur MCM